# دهستان چاه‌دشت
چاه دشت دهستانی است از توابع بخش شرا شهرستان همدان در استان همدان ایران.

## جمعیت
براساس سرشماری سال ۱۳۸۵ جمعیت آن ۶٬۷۰۸ نفر (۱٬۴۸۱ خانوار) بوده‌است.